# Sofia Bertizzolo
Sofia Bertizzolo (Bassano del Grappa, 21 agosto 1997) è una ciclista su strada e pistard italiana che corre per l'UAE Team ADQ. Affiliata al Gruppo Sportivo Fiamme Oro, è attiva tra le Elite dal 2016. Nel 2018 ha vinto la classifica individuale Under-23 del Women's World Tour.

## Palmarès

### Strada
- 2014 (ASD Breganze Millennium Juniores, quattro vittorie)[1]

Campionati italiani, Prova in linea juniores
Campionati europei, Prova in linea juniores
Trofeo Vannucci Alberto
Monza-Ghisallo
- 2015 (ASD Wilier Breganze Juniores, sette vittorie)[1]

Trofeo Da Moreno - Piccolo Trofeo Alfredo Binda
Giro dei Cinque Comuni
Cronometro di San Giorgio di Terlena (cronometro)
Trofeo Segheria Rosa
Bracciale del Cronoman - Thiene (cronometro)
Trofeo Zanga Arredamento
Trofeo Avis Suvereto
- 2016 (Astana Women's Team, due vittorie)[1]

Trofeo Oro in Euro Open
Memorial Valeria Cappellotto Open
- 2020 (CCC-Liv, una vittoria)

2ª tappa Giro delle Marche in Rosa (Loreto > Loreto) (con le Fiamme Oro)
- 2021 (Liv Racing, una vittoria)

La Classique Morbihan
- 2022 (UAE Team ADQ, una vittoria)[1]

Trofeo Oro in Euro - Women's Bike Race
- 2023 (UAE Team ADQ, una vittoria)[1]

1ª tappa Tour de Romandie Féminin (Yverdon-les-Bains > Yverdon-les-Bains)

#### Altri successi
- 2018 (Astana Women's Team)

Classifica scalatrici Festival Elsy Jacobs
Classifica giovani Giro d'Italia
Classifica scalatrici Premondiale Giro della Toscana
Classifica Under-23 UCI World Tour
- 2023 (UAE Team ADQ)[1]

Classifica a punti Tour de Romandie Féminin
- 2024 (UAE Team ADQ)[1]

Classifica a punti Tour Down Under femminile
Geelong Classic

### Pista
- 2014 (Juniores)

Campionati italiani, Inseguimento individuale juniores
- 2015 (Juniores)

Campionati europei Juniores & U23, Inseguimento a squadre juniores (con Elisa Balsamo, Rachele Barbieri e Marta Cavalli)
Campionati italiani, Inseguimento individuale juniores

## Piazzamenti

### Grandi Giri
- Giro d'Italia

2016: 49ª
2017: 25ª
2018: 21ª
2019: 54ª
2020: 38ª
2021: 44ª
2022: 61ª
2023: 57ª
- Tour de France

2024: non partita (7ª tappa)

### Competizioni mondiali
- Campionati del mondo su strada

Ponferrada 2014 - Cronometro Juniores: 14ª
Ponferrada 2014 - In linea Juniores: 2ª
Richmond 2015 - Cronometro Juniores: 22ª
Richmond 2015 - In linea Juniores: 23ª
Bergen 2017 - In linea Elite: 72ª
Innsbruck 2018 - In linea Elite: 63ª
Wollongong 2022 - In linea Elite: 17ª
- World Tour

2017: 189ª
2018: 50ª
2019: 45ª
2020: 39ª
2021: 26ª
- Campionati del mondo gravel

Veneto 2022 - Elite: 11ª
Veneto 2023 - Elite: 41ª

### Competizioni europee
- Campionati europei su strada

Nyon 2014 - Cronometro Juniores: 6ª
Nyon 2014 - In linea Juniores: vincitrice
Tartu 2015 - Cronometro Juniores: 9ª
Tartu 2015 - In linea Juniores: 38ª
Plumelec 2016 - Cronometro Elite: 38ª
Plumelec 2016 - In linea Elite: ritirata
Trento 2021 - In linea Elite: ritirata
Drenthe 2023 - In linea Elite: 55ª
- Campionati europei su pista

Atene 2015 - Inseguimento a squadre Juniores: vincitrice